# Ленинград (противолодочный крейсер)
«Ленинград» — второй и последний противолодочный крейсер (ПКР) проекта 1123 Черноморского флота советского ВМФ. Экипаж крейсера — войсковая часть 60009.

## История строительства
Приёмный акт о передаче ПКР «Ленинград» Военно-морскому флоту СССР был подписан 22 апреля 1969 года.

## История службы
После передачи ПКР «Ленинград» Военно-морскому флоту СССР корабль вошёл в состав 21-й бригады противолодочных кораблей Черноморского флота.
20 марта 1970 года корабль (бортовой № 848) вышел на первую боевую службу в Средиземное море и Атлантический океан. За 77 суток дальнего похода крейсер прошёл около 20 тыс. миль и принимал участие в широкомасштабных учениях ВМФ СССР «Океан-70» в Атлантическом океане.
4 августа 1971 года ПКР «Ленинград» посетили Генеральный секретарь ЦК КПСС Л. И. Брежнев с членом Политбюро ЦК КПСС, Министром обороны СССР Маршалом Советского Союза А. А. Гречко, Главнокомандующим ВМФ СССР Адмиралом Флота Советского Союза С. Г. Горшковым и руководители пяти стран-участниц Варшавского Договора (Польша, ГДР, Румыния, Болгария и Албания). Делегация совершила переход из Севастополя в Ялту с просмотром показательных стрельб из РПК-1 «Вихрь», РБУ-6000 и АК-725.
В сентябре 1971 года вторая боевая служба в Средиземное море и Атлантическом океане. За 212 суток дальнего похода крейсер (бортовой № 845) посетил с дружественным визитом порт Александрия (Египет), принимал участие в учениях ВМФ СССР «Юг-71» и «Вымпел», а также участвовал в спасении аварийной ПЛ «К-19» (первая советская атомная ПЛ с баллистическими ракетами проекта 658) в Атлантическом океане и сопровождал её в Североморск.
26 мая 1972 года прибыл в Севастополь и поставлен на текущий ремонт в Севморзавод имени С. Орджоникидзе (№ 201 Севастополь).
Одна из самых ярких страниц «биографии» ПКР «Ленинград» — боевая операция по разминированию Суэцкого залива, выполненная в 1974 году.
Выполнив поставленную задачу, ПКР «Ленинград» 6 декабря 1974 года вернулся в Севастополь, посетив по пути порты Бербера (Сомали), Порт-Луи (Маврикий), Малабо (Экваториальная Гвинея) и Дакар (Сенегал).
В 1975 и 1976 годах крейсер выходил на продолжительные (по шесть месяцев) боевые службы в Средиземном море, нанёс визиты в Александрию (Египет, 4-7 августа 1975), Дубровник (Югославия, 30 октября — 5 ноября 1975) и Сплит (Югославия, 14-19 октября 1976).
После ремонта на ЧСЗ в Николаеве (10 апреля 1977 — 18 сентября 1978) ПКР «Ленинград» совершил двухмесячный поход в Средиземное море (1 июля — 31 августа 1979), а затем — совмещённое с боевой службой дальнее плавание вокруг Европы на Балтику и обратно (28 февраля — 26 августа 1980). В июне крейсер стал на бочку на Неве — это был первый и последний его визит в город, в честь которого он получил своё название.

Весьма продолжительной стала и последующая боевая служба. 1 августа 1981 года «Ленинград» ушёл из Севастополя в Балтийское море, где принял участие в манёврах «Запад-81» (15 августа — 16 сентября). Затем он осуществлял слежение за иностранными подлодками в Средиземном море, вместе со сторожевым кораблём «Безукоризненный» совершил визит в Эль-Джазаир (Алжир) и вернулся в главную ВМБ ЧФ только 5 марта 1982 года.
- Противолодочный крейсер проекта 1123

Четырнадцатая боевая служба (22 февраля — 16 июня 1984) проходила преимущественно в Атлантике. «Ленинград» вместе с североморским БПК «Удалой» и танкером «Золотой Рог» посетил Гавану (26-30 марта 1984), а затем участвовал в совместных советско-кубинских манёврах в Мексиканском заливе и учениях «Заслон-84» по поиску атомных подводных лодок в открытом океане.
В ходе следующей боевой службы (18 августа — 6 ноября 1984) ПКР «Ленинград» совместно с БПК «Красный Крым» и судами обеспечения выполнял правительственное задание по разминированию акватории Красного моря у побережья Йемена и Эфиопии. Траление осуществлялось вертолётами Ми-14 и Ка-25. По завершении операции крейсер совершил деловой заход в порт Аден (Йемен, 8-28 сентября 1984).
По возвращении крейсер прошёл текущий ремонт на Севморзаводе (5 августа — 9 сентября 1985), а затем — на ЧСЗ в Николаеве (25 декабря 1985 — 25 августа 1987), а затем совершил ещё две боевые службы в Средиземном море (26 ноября 1988 — 15 июня 1989 и 15 марта — 22 июня 1990). По планам ПКР «Ленинград» должен был встать на капитальный ремонт, но финансирование флота к тому времени уже резко сократилось.
24 июня 1991 года корабль исключили из состава флота, а в канун Нового года окончательно расформировали экипаж. Церемония спуска флага прошла 5 декабря 1992 года в присутствии командующего флотом адмирала И. В. Касатонова, после чего разукомплектованный крейсер отбуксировали вглубь Северной бухты — к причалам Троицкой балки. Там ПКР «Ленинград» простоял ещё несколько лет.
В ночь на 24 августа 1995 года корабль увели на буксире в Индию, где в бухте города Аланг его разделали на металл.

## Память, отражение в культуре и искусстве
- картина «Крейсер „Ленинград“ на учениях „Океан“» (Н. Денисов, 1970)[8]

В финале фильма `Слушать в отсеках` (1985) показан борт этого крейсера с номером и названием